# Peter Coe (Schauspieler)
Peter Coe (* 11. November 1918 in Dubrovnik, Jugoslawien als Peter Knego; † 9. Juni 1993 in Los Angeles, Kalifornien) war ein US-amerikanischer Schauspieler.

## Leben
Coe wurde an der Royal Academy of Dramatic Art in England ausgebildet. Sein Spielfilmdebüt feierte er mit einer kleineren Nebenrolle 1943 im Kriegsfilm Unternehmen Donnerschlag. Danach wirkte er in zwei Universal-Horrorfilmen mit; in Frankensteins Haus spielte er an der Seite von Boris Karloff, John Carradine und Lon Chaney junior, in The Mummy’s Curse spielte er die Hauptrolle neben Lon Chaney junior in dessen letzten Auftritt als Mumie Kharis. Nach dem Kriegsende war er neben John Wayne im Kriegsfilm Du warst unser Kamerad zu sehen, 1953 spielte er an der Seite von Charlton Heston in Die Bestie der Wildnis. Im Monumentalfilm Die zehn Gebote hatte er eine Komparsenrolle. Insgesamt wurden seine Filmrollen mit den Jahren kleiner und seltener. Ab Anfang der 1950er Jahre war Coe auch in Fernsehproduktionen zu sehen, er trat bis Mitte der 1970er Jahre in Gastrollen in verschiedenen Fernsehserien auf und wirkte unter anderem in den Westernserien Cheyenne, Bonanza und Die Leute von der Shiloh Ranch mit.
Coe war acht Mal verheiratet und hatte sechs Kinder. Er war ein enger Freund des Regisseurs Ed Wood und ließ diesen 1978 in seinem Appartement in North Hollywood wohnen, wo Wood 54-jährig an einem Herzinfarkt verstarb.

## Filmografie (Auswahl)

### Kino
- 1943: Unternehmen Donnerschlag (Gung Ho!)
- 1944: Frankensteins Haus (House of Frankenstein)
- 1949: Du warst unser Kamerad (Sands of Iwo Jima)
- 1949: Schwert in der Wüste (Sword in the Desert)
- 1950: Herr der rauhen Berge (Rocky Mountain)
- 1952: Der Weg nach Bali (Road to Bali)
- 1952: Das Tor zur Hölle (Hellgate)
- 1953: Die Bestie der Wildnis (Arrowhead)
- 1953: Fort der Rache (Fort Vengeance)
- 1956: Die zehn Gebote (The Ten Commandments)
- 1958: König der Freibeuter (The Buccaneer)
- 1960: Can-Can
- 1960: Das Buch Ruth (The Story of Ruth)
- 1963: Der Preis (The Prize)
- 1964: Geheimauftrag Dubrovnik (The Secret Invasion)
- 1967: Tobruk
- 1976: Vigilante Force – Das Gesetz sind wir (Vigilante Force)

### Fernsehen
- 1955: Cheyenne
- 1956: Rin Tin Tin (The Adventures of Rin Tin Tin)
- 1956: Corky und der Zirkus (Circus Boy)
- 1957: Have Gun – Will Travel
- 1959: Bonanza
- 1960: Twilight Zone
- 1964: Auf der Flucht (The Fugitive)
- 1964: Daniel Boone
- 1966: Die Leute von der Shiloh Ranch (The Virginian)
- 1967: Invasion von der Wega (The Invaders)
- 1967: Kobra, übernehmen Sie (Mission: Impossible)
- 1967: Mini-Max (Get Smart)
- 1969: Ihr Auftritt, Al Mundy (It Takes a Thief)